# Droga krajowa 17
Die Droga krajowa 17 (kurz DK17, pol. für ,Nationalstraße 17‘ bzw. ,Landesstraße 17‘) ist eine Landesstraße in Polen. Sie führt derzeit auf zwei Abschnitten von Warschau bis zur polnisch-ukrainischen Grenze bei Hrebenne. Die Gesamtlänge beträgt 162 Kilometer. Der erste Abschnitt von Warschau bis Garwolin ist ungefähr 40 Kilometer, und der zweite von Piaski bis zur Staatsgrenze rund 122 Kilometer lang. Auf ihrem gesamten Straßenverlauf ist die Landesstraße ein Teil der Europastraße 373. Auf einigen Abschnitten wurde die Landesstraße inzwischen durch die Schnellstraße S17 ersetzt. Nach der Fertigstellung der Schnellstraße wird sie aus dem Straßennetz verschwinden.

## Geschichte

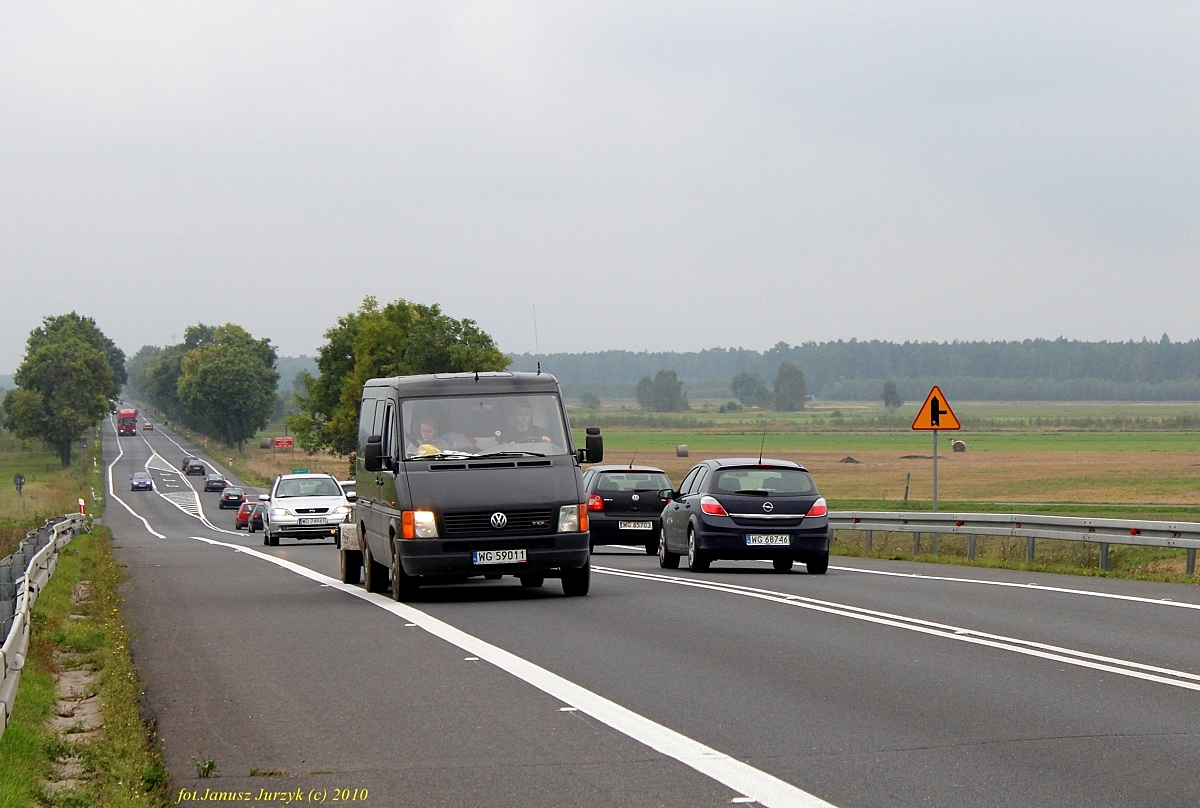
Die Landesstraße bei Kołbiel.

Das erste Teilstück zwischen Warschau und Piaski wurde in den Jahren 1832–1835 unter der Aufsicht von Francis Christian gebaut, das zweite Teilstück Piaski-Tomaszów Lubelski wurde unter der Aufsicht von Macej Bajer in Jahren 1834–1835 errichtet. Im Jahr 1840 begann die Verlängerung der Straße bis zur heutigen polnisch-ukrainischen Staatsgrenze.
Der komplette Straßenverlauf wurde durch das polnische Straßengesetz vom 10. Dezember 1920 zur Staatsstraße erklärt und war bis zur Neuordnung des Straßennetzes 1985 ein Teil der Staatsstraße E81. Nach dieser Reform wurde der komplette Straßenverlauf der neu geschaffenen Landesstraße 17 zugeordnet. Daran änderte sich in der Reform der Nummerierung vom 9. Mai 2001 nichts.
Nach der Verkehrsübergabe der Umgehung von Garwolin im Verlauf der Schnellstraße S17 wurde die alte Trasse der Landesstraße im Jahr 2007 zur Gemeindestraße abgestuft. Zwischen 2010 und 2012 wurde der Abschnitt vom Knoten Lublin-Felin bis zum Knoten Piaski-Zachód zur Schnellstraße S17 ausgebaut. Die Umgehung von Piaski, die bereits 2004 eröffnet wurde, wurde nach einer Modernisierung im Jahr 2012 ein Teil der Schnellstraße S17. 2013 wurde die alte Trasse nach der Fertigstellung der parallel neugebauten Schnellstraße zwischen Kurów und Jastków zu Gemeindestraßen abgestuft. Ebenso geschah dies zwischen Jastków und Lublin und im Stadtgebiet Lublins im Jahr 2014.

## Verkehrssicherheit
Um die Verkehrssicherheit zu verbessern, wurde das Programm Drogi Zaufania (dt. etwa „Vertrauensstraßen“) von der GDDKiA ausgearbeitet. Im Rahmen dieses Programmes erfolgten ab 2008 auf Stellen mit erhöhter Unfallgefahr entlang der Landesstraße verschiedene Maßnahmen zur Verkehrssicherheit. Der 17 km lange Abschnitt zwischen Piaski und Łopiennik wurde modernisiert. Dazu wurde die Fahrbahn zu einer wechselseitig dreispurigen Straße verbreitert, der lokale Verkehr auf parallel verlaufende Straßen verlegt.

## Ausbauzustand
| Abschnitt                 | Streifen | Trennstreifen | Bemerkung  |
| ------------------------- | -------- | ------------- | ---------- |
| Warschau – Kołbiel        | 2        | nein          |            |
| Piaski – Łopiennik        | 3        | nein          | 2+1-System |
| Łopiennik – Zamość        | 2        | nein          |            |
| Stadtgebiet Zamość        | 4        | ja            | städtisch  |
| Zamość – Hrebenne (PL/UA) | 2        | nein          |            |

## Wichtige Ortschaften entlang der Strecke
- Warszawa
- Wiązowna
- Otwock
- Ostrów Lubelski
- Kołbiel
- Piaski
- Fajsławice
- Krasnystaw
- Izbica
- Zamość
- Łabunie
- Krynice
- Tarnawatka
- Tomaszów Lubelski
- Bełżec
- Lubycza Królewska
- Hrebenne